# متقوساوية
متقوساوية (الاسم العلمي: Toxomerini)، قبيلة حشرات من رتبة ذوات الجناحين وفصيلة السيرفيدية.